# Aurélien Capoue
Pour les articles homonymes, voir Capoue (homonymie).
Aurélien Capoue, né le 28 février 1982 à Niort, est un footballeur professionnel français. Son poste de prédilection est milieu latéral gauche.

## Biographie
D’origine guadeloupéenne, Aurélien Capoue pousse ses premiers ballons au club de sa ville natale, les Chamois niortais, où son père est entraineur des moins de 15 ans. Puis il intègre le centre de formation. 
Exclu à 19 ans du centre de formation des Chamois Niortais pour des problèmes de comportement, Capoue rebondit à Fontenay-le-Comte puis à Romorantin en National. C'est là que le FC Nantes le repère, et le fait signer en 2004.
Devenu titulaire en 2005-2006, Capoue réalise une bonne fin de saison, en inscrivant plusieurs buts. Mais l'éclosion de Dimitri Payet, combinée à son manque de professionnalisme, écartent Capoue de l'équipe. Peu utilisé, pris en grippe par le public en raison de son attitude sur et en dehors du terrain, Capoue doit quitter le FC Nantes en fin de saison. Une blessure survenue en janvier 2007 l'empêche de partir dès le mercato hivernal. 
Après un début de saison 2007 assez correct, avec notamment un but dès la deuxième journée, il s'affirme comme un des meilleurs joueurs nantais, et ses problèmes semblent oubliés. Cependant, il n'a pas réellement l'occasion de confirmer ce bon début de saison, peu titularisé. Lors de la saison 2008-2009, bien qu'encore peu aimé par un public nantais exigeant, il a réalisé une bonne saison avec à son actif des très bons matchs et en devenant un des meilleurs Nantais. Le 30 août 2009 il rejoint l'AJ Auxerre. Il est prêté pour un an avec option d'achat. Au terme de la saison où il jouera au total 27 matchs, le club décide de ne pas le conserver et il revient donc au FC Nantes.
Après une saison à Nantes, Capoue s'engage en 2011 avec l'US Boulogne. Le 27 avril 2012, lors d'un match disputé contre l'ES Troyes AC, il se blesse et est atteint d'une rupture du ligament croisé d'un genou non diagnostiquée initialement. Il n'arrive pas à retrouver l'ensemble de ses capacités au bout de plusieurs mois de rééducation et doit arrêter sa carrière professionnelle. Capoue entame une reconversion en faisant une formation pour devenir agent de joueurs. Il reprend une licence amateur en 2014 et s'engage au sein de l'USO Bruay-la-Buissière, club de Promotion Honneur. Capoue dispute sa première rencontre avec ce club en octobre.
Il retourne ensuite à l'US Boulogne en qualité de Directeur Sportif.

## Vie privée
Il s'est marié à l'abbaye de Saint-Florent-le-Vieil (Maine-et-Loire) le 8 juin 2013 avec Rachel Legrain-Trapani, Miss France 2007. Ils sont les parents d'un petit Gianni né le 23 décembre 2013. En 2016, ils ont divorcé et un jugement de garde alternée a été rendu[réf. nécessaire].
Son frère, Étienne, est aussi footballeur professionnel et il est le cousin de l’ancien joueur professionnel Jean-Michel Capoue.

## Statistiques
| Saison                | Club                  | Championnat           | Championnat | Championnat | Coupe nationale | Coupe nationale | Coupe de la Ligue | Coupe de la Ligue | Compétition(s) continentale(s) | Compétition(s) continentale(s) | Compétition(s) continentale(s) | Total | Total |
| Saison                | Club                  | Division              | M.          | B.          | M.              | B.              | M.                | B.                | Comp.                          | M.                             | B.                             | M.    | B.    |
| 2004-2005             | FC Nantes             | Ligue 1               | 18          | 0           | 1               | 0               | 2                 | 0                 | CI                             | 4                              | 0                              | 25    | 0     |
| 2005-2006             | FC Nantes             | Ligue 1               | 20          | 3           | 2               | 1               | 1                 | 0                 | -                              | -                              | -                              | 23    | 4     |
| 2006-2007             | FC Nantes             | Ligue 1               | 10          | 0           | -               | -               | 1                 | 0                 | -                              | -                              | -                              | 11    | 0     |
| 2007-2008             | FC Nantes             | Ligue 2               | 26          | 1           | 1               | 0               | 1                 | 0                 | -                              | -                              | -                              | 28    | 1     |
| 2008-2009             | FC Nantes             | Ligue 1               | 23          | 2           | -               | -               | 1                 | 0                 | -                              | -                              | -                              | 24    | 2     |
| 2009-2010             | FC Nantes             | Ligue 2               | 1           | 0           | -               | -               | 1                 | 0                 | -                              | -                              | -                              | 2     | 0     |
| 2009-2010             | AJ Auxerre (prêt)     | Ligue 1               | 21          | 0           | 4               | 0               | 1                 | 0                 | -                              | -                              | -                              | 26    | 0     |
| 2010-2011             | FC Nantes             | Ligue 2               | 18          | 1           | -               | -               | 1                 | 0                 | -                              | -                              | -                              | 19    | 1     |
| 2011-2012             | US Boulogne           | Ligue 2               | 24          | 2           | 3               | 0               | 1                 | 0                 | -                              | -                              | -                              | 28    | 2     |
| 2012-2013             | US Boulogne           | National              | -           | -           | -               | -               | -                 | -                 | -                              | -                              | -                              | 0     | 0     |
| Total sur la carrière | Total sur la carrière | Total sur la carrière | 161         | 9           | 11              | 1               | 10                | 0                 | -                              | 4                              | 0                              | 186   | 10    |

## Palmarès
- 2007 : Demi-finaliste de la Gold Cup (Guadeloupe)